# Heinkel He 120
L'Heinkel He 120 fu un idrovolante  a scafo centrale quadrimotore da trasporto passeggeri di linea a lungo raggio sviluppato dall'azienda aeronautica tedesca negli anni trenta e rimasto allo stadio progettuale.
Realizzato per poter competere sul mercato dell'aviazione commerciale fornendo un'alternativa ai progetti elaborati delle case concorrenti Dornier-Werke e Blohm & Voss ma, a causa dell'inesperienza di Heinkel nel campo degli idrovolanti di grandi dimensioni e a causa dello scoppio della Seconda guerra mondiale le priorità furono altre e l'aereo non passò mai allo stadio di prototipo. Il progetto riguardava un idrovolante quadrimotore con spazio per circa 60 passeggeri. Una caratteristica peculiare fu l'ala a gabbiano sopra il galleggiante esterno.